# Râul Pâscov
Râul Pâscov este un curs de apă, afluent al râului Ialomița. 